# Eriphia ferox
Eriphia ferox is een krabbensoort uit de familie van de Eriphiidae. De wetenschappelijke naam van de soort is voor het eerst geldig gepubliceerd in 2008 door Koh & Ng.